# بلبل‌های کاکلی
بلبل‌های کاکلی (نام علمی: Alophoixus) نام یک سرده از تیره خرمابلبلان است.